# Palacio de los Condes de Montijo y Teba
El palacio de los Condes del Montijo y Teba fue un inmueble de la ciudad española de Madrid, desaparecido en la actualidad.

## Descripción
Situado en la plaza del Ángel, el palacio fue construido de nueva planta en 1810, bajo la dirección del arquitecto Silvestre Pérez, en solares que pertenecieron hasta entonces al Conde de Baños y a Pedro de Velasco y Bracamonte. En 1886 pasó a ser ocupado por el Centro del Ejército y la Armada.
Sus salones fueron a lo largo del siglo XIX escenario de saraos y fiestas literarias y artísticas. La entrada tenía pavimento de mosaico, y adornaban la escalera grandes espejos y armaduras de guerreros medievales. En el piso principal se encontraba la biblioteca, que cuenta con 12 000 volúmenes en labrados estantes de nogal, y contigua estaba la sala estudio; el salón de Presidentes y el de Generales. En el piso segundo estuvieron instalados tras la reforma espaciosos comedores y aulas diversas. En la planta baja estaban la sala de armas, tiro de pistola y carabina y gimnasio. El antiguo patio de la casa se transformó en salón de actos y de sesiones. El techo era de cristales, la cornisa estaba decorada con medallones con retratos de personajes notables de los siglos XV y XVI, desde García de Paredes y Gonzalo Fernández de Córdoba hasta Álvaro de Bazán y don Juan de Austria. En el testero principal, sobre el estrado de la presidencia y bajo dosel figuraba un retrato de la reina regente María Cristina. El salón de tertulias, de inspiración árabe, fue realizado por Rafael Contreras, presumiblemente en la segunda mitad de la década de 1850.
El 2 de mayo de 1886, tras acometerse reformas en el edificio, tuvo lugar la fiesta de inauguración como Centro del Ejército y la Armada. Presidió el general Salamanca y ocuparon sillones los capitanes generales Gutiérrez de la Concha y Martínez Campos, y los generales Alaminos, Bermúdez, Reina, Castillo, Cervino, Chacón, López Pinto y O'Ryan, entre otros. También participaron en la inauguración Francisco Silvela, Segismundo Moret y Emilio Castelar. El Centro del Ejército y la Armada abandonaría el inmueble en 1916, para mudarse a su nueva sede de la Gran Vía, el Casino Militar. El antiguo palacio de los Condes de Montijo sería demolido poco después y en su solar se levantaría el edificio Simeón u Hotel Reina Victoria.